# Im Schatten der Macht
 (janvier 2016).
Si vous disposez d'ouvrages ou d'articles de référence ou si vous connaissez des sites web de qualité traitant du thème abordé ici, merci de compléter l'article en donnant les références utiles à sa vérifiabilité et en les liant à la section « Notes et références ».
Pour plus de détails, voir Fiche technique et Distribution.
Im Schatten der Macht est un film en deux parties commandé par l’ARD qui retrace les deux semaines qui ont précédé la démission du chancelier Willy Brandt. Il comprend des parties fictives. Cette production de l’ARD réalisée par Oliver Storz a été diffusée pour la première fois les 29 et 30 octobre 2003 sur la NDR.

## Caractère historique du film
Le réalisateur lui-même souligne qu’il n’a tourné ni un documentaire ni un docufiction. Il a certes rencontré les acteurs politiques de l’affaire Guillaume et s’est renseigné sur le contexte historique, mais son but premier était de produire un film prenant.

## Synopsis
Remarque : la description qui suit concerne le film, qui comprend des parties fictives. Cette présentation ne correspond pas en tous points aux faits historiques connus.

### Première partie
Au printemps 1974, Willy Brandt, chancelier, est en campagne électorale dans le nord de l’Allemagne. Il est accompagné de journalistes, de gardes du corps et de son conseiller du SPD, Günter Guillaume, déjà soupçonné d’espionnage pour la RDA depuis un an. Celui-ci est présenté comme une sorte « d’homme à tout faire » qui est responsable des intérêts personnels, et en particulier de ceux de Brandt.
Willy Brandt est au fait des soupçons concernant Günter Guillaume, mais il suit le conseil du Président de l’Office fédéral de protection de la constitution, Günther Nollau, et du ministre des Affaires étrangères Hans-Dietrich Genscher, de maintenir Günter Guillaume à son poste jusqu’à ce qu’assez de preuves soient collectées. Willy Brandt ne change pas son comportement vis-à-vis du suspect et agit en toute confiance. Il n’éprouve aucune difficulté à le faire puisque, depuis le début de l’affaire, il n’a pas pris les soupçons au sérieux et, avec le temps, les a niés.
Willy Brandt lui-même est présenté comme étant en proie à de graves difficultés. Sur le plan de la politique étrangère, il est au sommet de sa carrière, cependant des dissonances résonnent au sein de son cabinet.
Les enquêtes ont déjà été fortement retardées sans pour autant produire un résultat probant, ce qui agace Hans-Dietrich Genscher. Il fait pression sur Günther Nollau pour faire enfin tomber Günter Guillaume ou bien mettre fin à ces enquêtes.
Tout comme Genscher, Günther Nollau craint pour sa carrière et transmet cette affaire au Generalbundesanwalt, malgré le manque de preuves. Celui-ci lance immédiatement un mandat d’arrêt. Günter Guillaume écourte ses vacances dans le sud de la France et rentre à Bonn, bien qu’il fût déjà conscient d’être sous surveillance. C’est à ce moment que le Generalbundesanwalt présente l’affaire au Bundeskriminalamt (Office fédéral de police criminelle). Lors de son arrestation, Günter Guillaume déclare : « Je suis un citoyen de la RDA et votre officier, respectez cela ! » et enfreint les règles en révélant ainsi aussitôt sa position. Sa femme Christel Guillaume est arrêtée au même moment. Günter Guillaume demande à pouvoir parler au chancelier. Après un premier refus, ce dernier ne dira plus un mot.
Au cours des enquêtes, des agents de sécurité du détachement d’escorte sont eux aussi interrogés. Les questions suivantes - qui, pour le chancelier, sont incriminantes - leur sont posées : « à quelles occasions Günter Guillaume était-il présent ? Par exemple, lors de visites dans des hôtels ou des trains spéciaux, lors de discussions de fond, notamment avec des journalistes ? Günter Guillaume a-t-il pu saisir des bribes de conversations et les transmettre à l’Est ? » Leurs réponses permettent d’affirmer que Günter Guillaume a « présenté des femmes » au chancelier.
Le chef du Bundeskriminalamt, Horst Herold, en informe le ministre de l’Intérieur ainsi que le Président de l’Office fédéral de protection de la constitution, Günther Nollau. Celui-ci tente rapidement de discuter avec son ami et mentor Herbert Wehner et décrit, énervé, ce qu’il considère comme une situation dramatique. Pour lui, la RDA pourrait complètement ridiculiser le gouvernement de la RFA grâce à ces affaires de mœurs puisqu’il est désormais possible de faire chanter le Chancelier fédéral. Pour Günther Nollau, Willy Brandt doit démissionner avant que le scandale éclate. Herbert Wehner ne l’affronte pas et se tait. Le lendemain, il rencontre le chancelier.

### Deuxième partie
Entre-temps, le chancelier est informé de ce - comme il l’appelle - « tissu d’inventions et de demi-vérités ». Il oscille entre abattement, dépression et même idées suicidaires d’une part, et assurance, baisse de moral et volonté de lutter d’autre part. Il envisage un remaniement du gouvernement. Hans-Dietrich Genscher, ministre de l’Intérieur, ne partira pas de lui-même. L’alliance avec le FDP ne permet pas le licenciement de Genscher car il est le successeur désigné de Walter Scheel, qui devrait bientôt être choisi comme Président fédéral.
Le film met en avant des détails montrant que les affaires de mœurs avaient déjà été transmises à l’opposition et à la presse à sensation. En marge du congrès réunissant les responsables du SPD et des syndicats à Bad Münstereifel, Herbert Wehner et Willy Brandt se rencontrent pour une discussion en tête-à-tête dans la soirée du 4 mai. Herbert Wehner invite Willy Brandt - sous forme d’ultimatum - à se décider dans les 24 heures. Brandt quitte la pièce après un silence glacial, avec l’impression qu’Herbert Wehner et son groupe parlementaire ne le soutiendront pas suffisamment pour faire oublier cette affaire. C’est durant la nuit qu’il décide de démissionner. Lorsqu’il fait part de sa décision aux hauts responsables du SPD, le lendemain matin, Helmut Schmidt perd son sang-froid ; il ne veut pas devenir chancelier. Willy Brandt remarque que, pendant son discours, Herbert Wehner reste silencieux.
Willy Brandt hésite encore à remettre sa lettre de démission, rédigée dans la soirée du 5 mai, au président fédéral Gustav Heinemann. Chacun, membre ou non de la chancellerie fédérale, perçoit cette hésitation comme accablante et exaspérante. Au même moment, Hans-Dietrich Genscher se rend, lui aussi, au secrétariat du chancelier, mais repart sans lui avoir parlé. Enfin, Egon Bahr, l’un des plus proches politiquement et personnellement de Willy Brandt, lui conseille de démissionner, tant qu’il garde le contrôle sur les procédures. Willy Brandt ne supporterait pas une nouvelle campagne avec des insultes et des propos diffamatoires, comme il en avait vécues en 1961 et 1965.
S’il souhaite cependant démissionner en restant digne, personne ne pourrait empêcher Willy Brandt de devenir la figure de proue de la social-démocratie européenne. Egon Bahr est alors présenté comme l’élément déclencheur de cette démission. Le soir du 6 mai, Willy Brandt fait finalement parvenir sa lettre de démission à Gustav Heinemann par le biais de son directeur d'office Horst Grabert. Il prend un dernier verre avec ses proches. En quittant la chancellerie, le chef de ses gardes du corps, en pleurs, lui demande pardon ; il aurait fait des déclarations sur la vie privée de Willy Brandt sous la contrainte.
Après que les premières annonces de cette démission ont paru, des centaines de jeunes entament une marche au flambeau jusqu’au pavillon de l’ex-chancelier sur Venusberg. Willy Brandt ne se montre cependant pas.

## Fiche technique
- Titre original : Im Schatten der Macht
- Réalisation : Oliver Storz
- Scénario : Oliver Storz
- Photographie : Hans Grimmelmann
- Montage : Heidi Handorf
- Musique : Klaus Doldinger
- Production : Regina Ziegler
- Pays d'origine :  Allemagne
- Langue : allemand
- Durée : 180 minutes

## Distribution
- Michael Mendl : Willy Brandt
- Matthias Brandt : Günter Guillaume
- Cornelius Lehmann : Matthias Brandt
- Dieter Pfaff : Hans-Dietrich Genscher
- Barbara Rudnik : Rut Brandt
- Jürgen Hentsch : Herbert Wehner
- Michael Quast : Günther Nollau
- Rudolf Kowalski : Egon Bahr
- Ulrich Mühe : Günter Gaus
- Markus Boysen : Helmut Schmidt
- Felix von Manteuffel : Walter Scheel
- Christiane Lemm : Mildred Scheel
- Ann-Kathrin Kramer : maîtresse
- Felix Eitner : Schrader
- Friederike Wagner : Anne Braun
- Jörg Gudzuhn : Manne Schacht
- Wolfgang Grindemann : Arno
- Jürgen Schilling : Klaus Kinkel
- Fabian Gerhardt : Wilke
- Michael Gahr : Wolfgang Mischnick
- Sebastian Urzendowsky : Pierre Guillaume
- Johanna Gastdorf : Christel Guillaume
- Martin Lüttge : Horst Herold
- Robert Giggenbach : Horst Ehmke
- Michael Brandner : Holger Börner
- Hans-Jörg Assmann : Fritsch, du Bundeskriminalamt (Office fédéral de police criminelle)

### Distinctions
Ce film en deux parties ne remporte pas un franc succès auprès du public, mais il reçoit tout de même quelques prix :
- Prix de la télévision allemande :
  - Prix du meilleur second rôle : Jürgen Hentsch
  - Nomination de Hans Grimmelmann dans la catégorie meilleure photographie
  - Nomination de Eduard Krajewski (Producteur-designer) et Wiebke Kratz (costumière) dans la catégorie Mise en scène/costumes

- Caméra d’or en 2004 :
  - Prix du meilleur acteur allemand à Michael Mendl
  - Nomination dans la catégorie meilleur téléfilm allemand

### Critiques
- Lexikon des Internationalen Films : « Téléfilm documentaire sur l’un des plus gros scandales politiques ouest-allemand qui expose le contexte historique dans une dimension épique, présente les carrières des protagonistes de l’époque ainsi que les rivalités internes au parti. Ce film offre une représentation saisissante des coulisses du pouvoir, cependant il s’affranchit de la question systématiquement soulevée : Willy Brandt aurait-il pu faire face à la réalité ? Sa qualité réside dans son caractère rêveur et sombre qui inscrit les personnages dans le champ des possibles sans pour autant dissiper le mystère par l’omniscience. En surface, le film agit d’un bloc mais son dénouement (constructif) devient évident lorsque l’on y repense. »

- Le Frankfurter Allgemeine Zeitung : « Im Schatten der Macht est le titre de l’excellent film d’Oliver Storz (…) qui se concentre sur les deux semaines précédant la chute du chancelier. (…) Matthias Brandt, le fils de Willy Brandt, y joue l’adjoint du chancelier et espion Günter Guillaume. »

- Le Badisches Tagblatt (journal de la ville de Baden-Baden) publie le 18 octobre 2003 : « Le metteur en scène, Oliver Storz, présente le scandale politique comme un drame sombre. De nombreuses scènes se déroulent de nuit, et souvent sous la pluie. Certains des bureaux, imposants et totalement impersonnels ainsi que des salles de conférences dans lesquelles les événements se déroulent, laissent transparaître la froideur du pouvoir. Le film est avant tout le fruit du travail de ses acteurs - parmi lesquels nous retrouvons Barbara Rudnik, qui joue le rôle de Madame Rut, la femme de Willy Brandt et Ulrich Mühe, son homme de confiance, Günther Gaus. »

- Le supplément télé du Stern affirme que « les dialogues du film sont représentatifs du langage utilisé dans les bureaux de l’administration, même lorsque le monde de l’administration s’est effondré. (…) Ce drame historique et ces petits détails mis bout à bout font de « Im Schatten der Macht » une étude politique dont la qualité n’est pas altérée par le temps. »

### Citations
- Egon Bahr, à propos du réalisme du film : « Non, cela n'est pas possible, les vérités sont multiples. Elles sont assemblées et présentées ici. Je vous donne un exemple. Il y a eu une discussion décisive entre Messieurs Brandt et Werner. Ils étaient seuls et il n’en existe aucun enregistrement. Dans le film, tous les arguments que l’on peut avoir contre eux ont été utilisés comme répliques pour le film. C’est excellent sur le plan théâtral, mais ce n’est pas l’exacte réalité, car personne n’y était ».

- Matthias Brandt, fils de Willy Brandt, joue dans le film le rôle de Günter Guillaume. Il a déclaré : « Mon premier objectif était de ne pas juger le personnage. Partant de l’hypothèse que Günter Guillaume jouait double jeu, il ne faut pas ici faire de choix. Il faut simplement tenter de présenter une personne avec une double vie de la manière la plus authentique possible. Je me suis intéressé à ce phénomène psychologique. (…) Il existe des rapports crédibles attestant qu’il a souffert d'une dépression nerveuse en prison après avoir appris le retrait de Willy Brandt. Günter Guillaume a également écrit des lettres à des collaborateurs de Willy Brandt lorsqu’il était en prison : il faut une nouvelle fois observer la situation dans son ensemble, il devrait à nouveau tout expliquer. Il est donc également logique de présenter ce personnage comme une victime ».

- Texte d’information de NDR : « Oliver Storz estime que « Im Schatten der Macht » n’est en aucun cas une docufiction. Il a tout d’abord interviewé la famille Brandt et certains dirigeants politiques et a également demandé conseil à des experts de la politique comme le journaliste Hermann Schreiber. Son objectif premier était néanmoins de faire un film captivant. Durant le tournage, il est constamment tiraillé entre les présomptions, les faits et sa puissance créatrice. »

### Curiosité
Sa volonté de tourner dans des lieux accessibles au public et souvent sur les lieux des événements conduit à certains anachronismes. Certains lieux ont en effet changé au cours des 30 années qui séparent le film de l’histoire. Dans la première partie du film, on peut voir le panneau indiquant la gare de Göttingen, ce dernier est écrit dans un style qui n’était pas encore utilisé dans les années 1970. De même le film dépeint l’île Heligoland comme une station thermale moderne sans montrer les bâtiments provisoires de 1974. L’éclairage public en est le meilleur exemple, puisque celui des allées de la station thermale n’adopte un style propre aux stations balnéaires du nord de l’Allemagne qu’à partir des années 1990.